# Општина Тисау (Бузау)
Тисау (рум. Tisãu) општина је у Румунији у округу Бузау.
Oпштина се налази на надморској висини од 219 m.